# Трофимов, Евгений Николаевич
Трофимов Евгений Николаевич (род. 5 июня 1946 года, село Новоселицкое Новоселицкого района Ставропольского края) — советский и российский государственный деятель, ученый. С 2013 года возглавляет Российскую международную академию туризма (РМАТ).

## Биография
Почетный гражданин Новоселицкого района Е.Н. Трофимов входит в список «Наши герои и выдающиеся земляки».[значимость факта?]

### Образование
Образование высшее. Окончил в 1969 году Ставропольский государственный педагогический институт, в 1976 году - Ставропольский сельскохозяйственный институт, в 1985 году - Академию общественных наук при ЦК КПСС; доктор политических наук.

### Деятельность
По окончании педагогического института работал учителем в школе рабочей молодежи, сельской средней школе.
С 1975 г. – на организационно-партийной работе в Ставропольском крае и в Карачаево-Черкесии.
С 1983 г. в Москве в аппарате ЦК КПСС – заведующий сектором Белоруссии и Прибалтики, заместитель заведующего Отделом по законодательным инициативам и правовым вопросам.
1991-1997 гг. - вице-президент акционерного общества «ТВ-информ».
В 2000 г.  во время избирательной кампании являлся доверенным лицом кандидата в Президенты Российской Федерации В.В. Путина.
2003-2007 гг. - депутат Государственной Думы РФ четвертого созыва, Председатель Комитета ГД по делам национальностей.
2008 г. – проректор РМАТ по общественным связям.
2009 г. – первый проректор Академии, курирующий вопросы международных и общественных связей, управление региональными образовательными структурами (филиалами) РМАТ, финансово-хозяйственную деятельность Академии.
4 марта 2013 года на Конференции коллектива Трофимов Е.Н. избран ректором Российской международной академии туризма.
1 марта 2018 года кандидатура Е.Н. Трофимова была предложена к голосованию, поддержана единогласно, после чего В.Г. Пугиев как Учредитель подписал решение о его назначении ректором РМАТ на срок 2018-2023 гг.

### Семья
Трофимов Е.Н. женат, имеет дочь и сына.

## Награды
- Орден Почета, орден «За службу Отечеству» 1 степени;
- Орден святого благоверного князя Даниила Московского Русской Православной церкви 3 степени;
- Медаль «За трудовую доблесть»;
- Медаль «В память 850-летия Москвы»;
- Медаль «За заслуги перед Ставропольским краем»;
- Почетная грамота Совета Федерации ФС РФ;
- Почетная грамота Государственной думы ФС РФ;
- Орден Ивана Калиты;
- Знак Губернатора Московской области «Благодарю»;
- Почетная грамота Министерства образования и науки РФ.